# Myripristis violacea
Myripristis violacea — вид бериксоподібних риб родини Голоцентрові (Holocentridae).

## Опис
Риба завдовжки до 35 см.

## Поширення
Зустрічається в Індо-Тихоокеанському регіоні від Східної Африки до островів Туамоту на сході та Рюкю на півночі, біля Австралії, Нової Каледонії, в Мікронезії. Морський, демерсальний вид, асоційований з рифами. Мешкає у тропічних водах на глибині 3-50 м.